# Jalalabad (distrikt)
Jalalabad (persiska: خوست), eller Wuluswali-ye Jalalabad (ولسوالی خوست), är ett distrikt (wuluswali) i östra Afghanistan, i provinsen Nangarhar. Administrativt centrum är provinshuvudstaden Jalalabad.
Distriktet beräknades år 2022 ha omkring 290 000 invånare.